# Jeff Brubaker
Pour les articles homonymes, voir Brubaker (homonymie).
Jeff Joseph Brubaker (né le 24 février 1958 à Frederick, dans l'État du Maryland aux États-Unis) est un joueur professionnel américain de hockey sur glace.

## Statistiques
| Saison     | Équipe                            | Ligue          |     | Saison régulière | Saison régulière | Saison régulière | Saison régulière | Saison régulière |   | Séries éliminatoires | Séries éliminatoires | Séries éliminatoires | Séries éliminatoires | Séries éliminatoires |
| Saison     | Équipe                            | Ligue          | PJ  | B                | A                | Pts              | Pun              | PJ               | B | A                    | Pts                  | Pun                  |                      |                      |
| 1974-1975  | Vulcans de St. Paul               | WJHL           | 57  | 13               | 14               | 27               | 130              | -                | - | -                    | -                    | -                    |                      |                      |
| 1975-1976  | Vulcans de St. Paul               | MWJHL          | 47  | 6                | 34               | 40               | 452              | -                | - | -                    | -                    | -                    |                      |                      |
| 1976-1977  | Spartans de Michigan State        | WCHA           | 18  | 0                | 3                | 3                | 30               | -                | - | -                    | -                    | -                    |                      |                      |
| 1976-1977  | Petes de Peterborough             | LHJMO          | 26  | 0                | 5                | 5                | 143              | 4                | 0 | 2                    | 2                    | 7                    |                      |                      |
| 1977-1978  | Petes de Peterborough             | LHJMO          | 68  | 20               | 24               | 44               | 307              | 21               | 6 | 5                    | 11                   | 52                   |                      |                      |
| 1977-1978  | Petes de Peterborough             | Coupe Memorial | -   | -                | -                | -                | -                | 5                | 0 | 5                    | 5                    | 4                    |                      |                      |
| 1978-1979  | Americans de Rochester            | LAH            | 57  | 4                | 10               | 14               | 253              | -                | - | -                    | -                    | -                    |                      |                      |
| 1978-1979  | Whalers de la Nouvelle-Angleterre | AMH            | 12  | 0                | 0                | 0                | 19               | 3                | 0 | 0                    | 0                    | 12                   |                      |                      |
| 1979-1980  | Indians de Springfield            | LAH            | 50  | 12               | 13               | 25               | 165              | -                | - | -                    | -                    | -                    |                      |                      |
| 1979-1980  | Whalers de Hartford               | LNH            | 3   | 0                | 1                | 1                | 2                | -                | - | -                    | -                    | -                    |                      |                      |
| 1980-1981  | Whalers de Binghamton             | LAH            | 33  | 18               | 11               | 29               | 138              | -                | - | -                    | -                    | -                    |                      |                      |
| 1980-1981  | Whalers de Hartford               | LNH            | 43  | 5                | 3                | 8                | 93               | -                | - | -                    | -                    | -                    |                      |                      |
| 1981-1982  | Voyageurs de la Nouvelle-Écosse   | LNH            | 60  | 28               | 12               | 40               | 256              | 6                | 2 | 1                    | 3                    | 32                   |                      |                      |
| 1981-1982  | Canadiens de Montréal             | LNH            | 3   | 0                | 1                | 1                | 32               | 2                | 0 | 0                    | 0                    | 27                   |                      |                      |
| 1982-1983  | Voyageurs de la Nouvelle-Écosse   | LAH            | 78  | 31               | 27               | 58               | 183              | 7                | 1 | 1                    | 2                    | 15                   |                      |                      |
| 1983-1984  | Flames du Colorado                | LCH            | 57  | 16               | 19               | 35               | 218              | 6                | 3 | 1                    | 4                    | 15                   |                      |                      |
| 1983-1984  | Flames de Calgary                 | LNH            | 4   | 0                | 0                | 0                | 19               | -                | - | -                    | -                    | -                    |                      |                      |
| 1984-1985  | Maple Leafs de Toronto            | LNH            | 68  | 8                | 4                | 12               | 209              | -                | - | -                    | -                    | -                    |                      |                      |
| 1985-1986  | Oilers de la Nouvelle-Écosse      | LAH            | 19  | 4                | 3                | 7                | 41               | -                | - | -                    | -                    | -                    |                      |                      |
| 1985-1986  | Maple Leafs de Toronto            | LNH            | 21  | 0                | 0                | 0                | 67               | -                | - | -                    | -                    | -                    |                      |                      |
| 1985-1986  | Oilers d'Edmonton                 | LNH            | 4   | 1                | 0                | 1                | 12               | -                | - | -                    | -                    | -                    |                      |                      |
| 1986-1987  | Oilers de la Nouvelle-Écosse      | LAH            | 47  | 10               | 16               | 26               | 80               | -                | - | -                    | -                    | -                    |                      |                      |
| 1986-1987  | Bears de Hershey                  | LAH            | 12  | 1                | 2                | 3                | 30               | 3                | 2 | 0                    | 2                    | 10                   |                      |                      |
| 1987-1988  | Rangers du Colorado               | LIH            | 30  | 12               | 10               | 22               | 53               | 13               | 2 | 2                    | 4                    | 21                   |                      |                      |
| 1987-1988  | Rangers de New York               | LNH            | 31  | 2                | 0                | 2                | 78               | -                | - | -                    | -                    | -                    |                      |                      |
| 1988-1989  | Red Wings de l'Adirondack         | LAH            | 63  | 3                | 10               | 13               | 137              | -                | - | -                    | -                    | -                    |                      |                      |
| 1988-1989  | Red Wings de Détroit              | LNH            | 1   | 0                | 0                | 0                | 0                | -                | - | -                    | -                    | -                    |                      |                      |
| Totaux LNH | Totaux LNH                        | Totaux LNH     | 178 | 16               | 9                | 25               | 512              | 2                | 0 | 0                    | 0                    | 27                   |                      |                      |

## Transactions
- En juin 1978 : sélectionné par Whalers de la Nouvelle-Angleterre lors du repêchage de l'Association mondiale de hockey.
- Le 9 juin 1979 : droits transférés aux Whalers de Hartford lors de l'expansion de la LNH.
- Le 5 octobre 1981 : réclamé par les Canadiens de Montréal des Whalers de Hartford lors du repêchage inter-équipes.
- Le 3 octobre 1983 : réclamé par les Nordiques de Québec des Canadiens de Montréal lors du repêchage inter-équipes.
- Le 3 octobre 1983 : réclamé par les Flames de Calgary des Nordiques de Québec lors du repêchage inter-équipes.
- Le 21 juin 1984 : signe avec les Oilers d'Edmonton comme joueur autonome.
- Le 9 octobre 1984 : repêché par les Maple Leafs de Toronto des Oilers d'Edmonton lors du repêchage inter-équipes.
- Le 5 décembre 1985 : réclamé au ballotage par les Oilers d'Edmonton des Maple Leafs de Toronto.
- Le 9 mars 1987 : échangé aux Flyers de Philadelphie par les Oilers d'Edmonton en retour de Don Campedelli.
- Le 21 juillet 1987 : droits vendus aux Rangers de New York par les Flyers de Philadelphie.
- En octobre 1988 : signe avec les Red Wings de Détroit comme joueur autonome.

## Équipes entraînées
- Monarchs de Greensboro (1989-1995)
- Lizard Kings de Jacksonville (1995-1996)
- Dragons de San Antonio (1996-1997)
- Tiger Sharks de Tallahassee (1998-1999)
- Generals de Greensboro (1999-2001)
- Acès de Asheville (2004-2005)